# Salouen
La Salouen (tibétain : རྒྱ་མོ་དངུལ་ཆུ་, Wylie : rGya mo dNGul chu ; chinois : 怒江 ; pinyin : nù jiāng, Birman : Thanlwin Myit, Thaï : สาละวิน (Saalawin), en français fleuve nu ou fleuve en colère) est un fleuve de Chine et de Birmanie, dont le bassin s'étend également sur la Thaïlande, le deuxième par sa longueur en Asie du Sud-Est après le Mékong, mais devant l'Irrawaddy. Son bassin, étroit et peu peuplé, est surtout caractérisé par une très riche biodiversité aujourd'hui menacée par les projets de construction de nombreux barrages hydroélectriques perturbant l'écosystème.

## Géographie

### Cours du fleuve
La Salouen prend sa source sur le plateau tibétain à environ 4 000 mètres d'altitude dans les monts Tanggula, au nord de la chaine himalayenne, en République populaire de Chine dans la région autonome du Tibet. Elle traverse ensuite la province du Yunnan, puis pénètre en Birmanie, où elle arrose les États Shan et de Kayah à l'est du pays, puis les États Karen et Môn le long de la frontière avec la Thaïlande. Elle se jette ensuite par un delta (qu'elle forme avec les rivières Gyaing et Ataran (en)) dans la mer d'Andaman — plus exactement, le golfe de Martaban — à hauteur de la ville de Moulmein après un cours de 2 400 kilomètres.
Dans la première partie de son cours, la Salouen coule dans des gorges étroites (on l'appelle parfois le « grand canyon de Chine »), dans des régions montagneuses difficiles d'accès offrant un aspect sauvage et pittoresque. En Birmanie, le fleuve s'encaisse en traversant une zone de hautes collines et le plateau Shan où la route de Birmanie le franchit par le Huiting Bridge.

### Hydrographie
Le bassin versant de la Salouen couvre une superficie de 320 000 km2, inégalement réparti entre la Chine (53 %), la Birmanie (42 %) et la Thaïlande (5 %). Quatre zones climatiques très différentes se partagent le bassin très allongé du fleuve. Celui-ci nait sur les hauteurs tibétaines où domine un climat montagnard caractérisé par une aridité sévère, de grands froids hivernaux et une importante turbulence. Puis la Salouen rencontre la partie méridionale du climat tempéré de façade orientale de continent, avant de pénétrer dans l'aire du climat tropical à saisons pluviométriques marquées et de terminer son cours dans une zone baignant dans un climat équatorial. Cette diversité, combinée aux fortes différences d'altitude, se traduit par une biodiversité exceptionnelle le long de son bassin.
La Salouen a de nombreux affluents, comme les rivières Pang, Teng, Pion, Hka, Hsimsont, Moei et Pai.

## Aménagements
La Salouen ne compte que deux barrages mais un programme annoncé en 2003 en prévoyait treize nouveaux. Cette annonce a soulevé une forte opposition des milieux environnementaux chinois. Avec l'appui de journalistes et de scientifiques spécialistes de l'environnement, Yu Xiaogang, qui a fondé une association écologiste pour s'opposer à la construction des nouveaux barrages, a réussi jusqu'en 2009 à empêcher l'édification de nouveaux barrages sur le fleuve et à réduire le nombre de ceux en projet de treize à quatre. Mais l'augmentation vertigineuse des besoins énergétiques de la Chine et de ses voisins — une bonne partie de l'électricité produite serait en effet exportée — rend certaines réalisations quasiment inévitables. En 2010, on compte treize barrages le long de la Salouen.

## Population et activités
L'aire réduite du bassin fluvial, comparativement à sa longueur, s'explique par le caractère montagneux de la zone drainée, essentiellement formée de vallées étroites. À l'exception des 160 derniers kilomètres de son cours, le fleuve n'est navigable que sur de courtes sections par de petites embarcations en raison de la présence de nombreux rapides. En revanche, on pratique le flottage des grumes de teck sur une bonne partie de sa traversée de la Birmanie. L'ensemble de ces conditions explique que le bassin, contrairement à celui de ses homologues voisins, n'est pas à l'origine de grands foyers de peuplement, à l'exception de la zone du delta.
Parmi les villes situées sur la Salouen se trouvent entre autres, du nord au sud :
- En Chine : Liuku.
- En Birmanie : Pa-An, Martaban et Moulmein.

## Milieu naturel

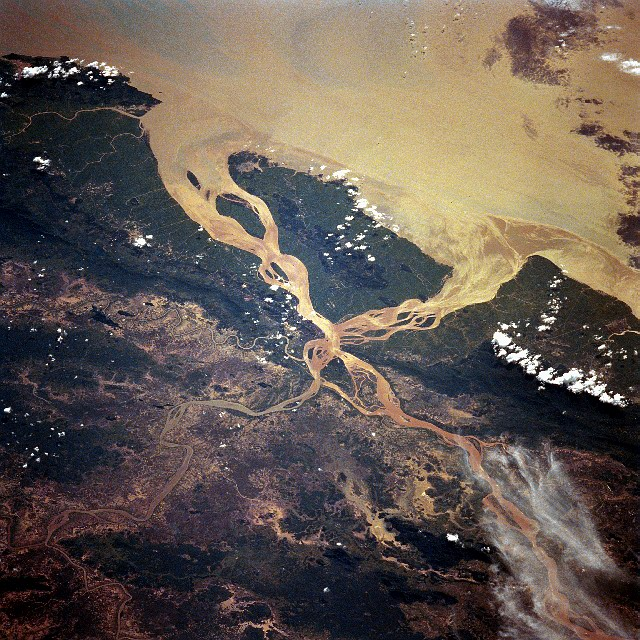
Image satellite du delta de la Salouen (oct. 1994).

Le cours de la Salouen abrite une importante biodiversité avec plus de 7 000 espèces de plantes et 140 espèces de poissons (dont le tiers endémiques). 

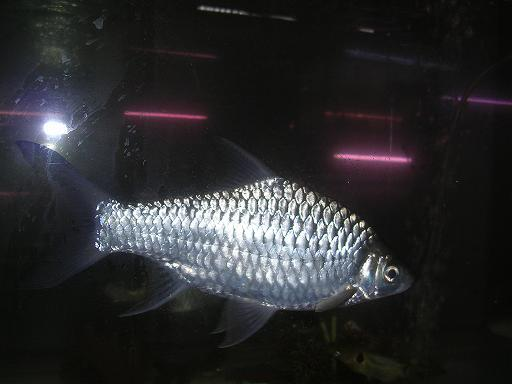
Hypsibarbus salweenensis.

Les cyprinidés sont les plus représentés comme les carpes ou les vairons. Parmi les espèces locales, on trouve Hampala salweenensis et Hypsibarbus salweenensis ainsi que Bangana, Barbonymus, Garra, Labeo, Neolissochillus stracheyi, Poropuntius, Systomus, Tor, etc. et d'autres cypriniformes comme le Botia rostrata et le Schitura.
Les siluriformes sont aussi bien présents et incluent les poissons-chats Ompok bimaculatus et Wallago atus, le poisson-chat marcheur Clarias batrachus, les poissons-chats des eaux rapides Bagarius bagarius et Bagarius yarreli, Sperata acicularis et Rita…
Il y a aussi des anguilles Anguilla bengalensis et des anguilles épineuses Mastacembelus alboguttatus et Mastacembelus armatus, des perciformes poissons à tête de serpent Channa…
Le bassin du fleuve Salouen regroupe aussi la plus grande diversité de tortues d'eau douce du monde, dont la commune cyclémyde dentelée (Cyclemys dentata), la tortue asiatique géante des marais Heosemys grandis ou Platysternon megacephalum. La zone deltaïque abrite le crocodile du Siam (Crocodylus siamensis) et la petite loutre asiatique (la loutre cendrée Aonyx cinerea).
Une partie du cours supérieur de la Salouen est inscrite au patrimoine mondial de l'UNESCO depuis 2003 dans le cadre des « Aires protégées des trois fleuves parallèles au Yunnan » (il s'agit du Yangzi Jiang, du Mékong et de la Salouen). Cette vaste zone de 17 000 km2 est formée de huit aires protégées faisant partie du Parc national des trois fleuves parallèles, situé dans le nord-ouest montagneux de la province du Yunnan.